# Változatlan alakú szófajok a román nyelvben
Ez a szócikk a román nyelv változatlan alakú szófajaival foglalkozik, alaktani szempontból, és részben mondattani funkcióikat is tárgyalja, a hagyományos nyelvtan szemlélete szerint.

## Határozószók(adverbe)

### Osztályozásuk
A határozószókat több szempontból lehet osztályozni.
Eredetük szerint a határozószók lehetnek:
- határozószókként a latinból örökölt vagy más nyelvekből átvett határozószók : cam ’körül-belül’, ieri ’tegnap’, mereu ’folyton’, tocmai ’éppen’;
- más szófajhoz tartozó szavakból képzett határozószók : român ’román’ → românește ’románul’, cruce ’kereszt’ → cruciș ’keresztbe(n)’, a se târî ’kúszni’ → târâș ’kúszva’;
- szófajváltás útján:
  - határozószókként használt melléknevek. Erre a melléknév egyes szám hímnemű alakját alkalmazzák. A módhatározószók többsége ilyen: cântec frumos ’szép ének’ vs. cânta frumos ’szépen énekelt’;
  - határozószókként használt főnevek. Ezek lehetnek névelő nélküliek (beat turtă ’tökrészeg’, Pleacă miercuri ’Szerdán megy el’) vagy határozott artikulussal használtak: Vara ne ducem la mare ’Nyáron a tengerpartra megyünk’;

Jelentésük szerint a román határozószókat is úgy osztályozzák, mint a magyarokat: helyhatározószók, időhatározószók, módhatározószók stb.
A körülmény közvetlen vagy közvetett kifejezése szerint vannak:
- nem névmási határozószók (adverbe nepronominale) (a legtöbb), amelyek közvetlenül fejezik ki a helyet, az időt, a módot stb.
- névmási határozószók (adverbe pronominale) (viszonylag kevés), amelyek névmási tövekből származnak és a névmásokhoz hasonlóan viselkednek, azaz olyan szavakat helyettesítenek, amelyek közvetlenül, határozott vagy határozatlan módon fejeznek ki körülményeket. Osztályozásuk is hasonló a névmásokéhoz:
  - mutató határozószók (adverbe demonstrative): acolo ’ott, oda’; aici ’itt, ide’; acum ’most’; atunci ’akkor’; așa ’így, úgy’; încoace ’ide, errefelé’, încolo ’oda, arrafelé’;
  - kérdő határozószók (adverbe interogative): când ’mikor’, cum ’hogyan’, încotro ’hova’, unde ’hol’;
  - vonatkozó határozószók (adverbe relative) – a kérdőkkel azonosak;
  - határozatlan határozószók (adverbe nehotărâte): altundeva ’máshova’; cândva ’valamikor’; cumva ’valahogy’; odată ’egyszer’; oricând ’akármikor’; oricum ’akárhogy’; oriunde ’akárhol, akárhova’; undeva ’valahol, valahova’; uneori ’néha, olykor’. Az ori--al képzettek egyben vonatkozó határozószók is.
  - tagadó határozószók (adverbe negative) : nicăieri, niciunde ’sehol, sehova’; nicicând, niciodată ’soha’; nicicum ’sehogy’;

Mondattanilag is több szempontból lehet osztályozni a határozószókat:
A határozószók lehetnek mondatrészt kifejezők (a nagy többségük) és tagolatlan mondatot alkotók : da ’igen’, ba da ’de igen’, nu ’nem’, ba nu ’dehogy(is)’, nicidecum ’semmiképpen’.
A legtöbb határozószó lehet más határozószó, főnév vagy névmás alaptagja (prea departe ’túl messze’, departe de casă ’messze a háztól’, departe de mine ’messze tőlem’), miközben egyes határozószók csak alárendeltek lehetnek: chiar ’éppen’, mai ’még’, numai ’csak’, totuși ’mégis’.
Egyes határozószóknak lehet állítmányi funkciójuk: desigur ’persze’, firește ’természetesen’, poate ’talán’. Példa mondatban : Poate că vin și eu ’Talán eljövök én is.’ A határozószók nagy többsége viszont nem lehet állítmány.
Amint látható, a román nyelv hagyományos grammatikáiban határozószóknak tekintik azokat a szavak is, amelyeket a magyar nyelv grammatikáiban módosítószóknak neveznek : (de)sigur ’persze’, eventual ’esetleg’, nici ’sem’, oare ’vajon’, poate ’talán’ stb.

### A határozószók fokozása
Általában a módhatározószókat lehet fokozni, és egyes időhatározószókat. A román grammatikákban a következőképpen mutatják be a fokozást:
Középfok:
- a mód nagyobb mértéke: El scrie mai bine decât / ca mine ’Ő jobban ír, mint én’;
- a mód azonos mértéke: El scrie tot așa de / tot atât de / la fel de bine ca mine ’Ő ugyanolyan jól ír, mint én’;
- a mód kisebb mértéke: El scrie mai puțin bine decât / ca mine ’Ő kevésbé jól ír, mint én’.

Felsőfok:
- viszonylagos felsőfok:
  - a mód legnagyobb mértéke: El scrie cel mai bine dintre toți ’Ő ír a legjobban az összes közül’;
  - a mód legkisebb mértéke: El scrie cel mai puțin bine dintre toți ’Ő ír a legkevésbé jól az összes közül’;
- kizárólagos felsőfok: El scrie foarte / tare / extraordinar de bine ’Ő nagyon / rendkívül jól ír’.

### Határozószós szerkezetek
A határozószó határozói funkciót tölt be igei vagy névszói alaptaggal, és a két mondatrész közvetlenül vagy elöljárószóval kapcsolódik egymáshoz.
Általában egyazon határozószónak különböző jelentése van elöljárószóval és anélkül: Locuiesc jos ’Lent lakom’ – Șade pe jos ’A földön/padlón ül’; Scriu acasă ’Haza írok. – Scriu de acasă ’Hazulról írok’; Vine curând ’Hamarosan jön.’ – A plecat de curând ’Nemrég ment el’. Olykor viszont elöljáróval is a határozószónak ugyanaz a jelentése, mint elöljáró nélkül. Ekkor a két szó ún. határozószó értékű szókapcsolatot alkot: abia/de-abia ’alig’, curând/în curând ’hamarosan’.
A határozószó + melléknév vagy határozószó szószerkezetet többnyire a de elöljáróval alkotják (atât de frumos ’olyan szép’, suspect de bine ’gyanúsan jól’), de másokat elöljáró nélkül: cam bolnav ’kissé beteg’, prea scump ’túl drága’.

## Elöljárószók(prepoziții)
Az elöljárók szószerkezetek és mondatok alkotására szolgálnak, bővítményeket kötve alaptagjukhoz.
Formailag az elöljárók lehetnek:
- egyszerűek, azaz egy szóból állók: spre ’felé’, din ’-ból/-ből’;
- összetettek: de lângă ’melletti’, ’mellől’;
- elöljáró értékű szókapcsolatok, amelyek elöljárószó(k)ból és más szófajhoz tartozó szóból (szavakból) állnak: în loc de ’helyett’, împreună cu ’-val/-vel együtt’.

Az elöljárók összeköthetnek:
- főnevet főnévvel vagy névmással: satul dintre munți ’a hegyek közötti falu’, monstrul din el ’a benne lakozó szörny’;
- melléknevet főnévvel vagy névmással: băiatul nebun după muzică ’a zenebolond fiú’, bărbatul îndrăgostit de ea ’a belé szerelmes férfi’;
- melléknevet szupinumban álló igével: bun de mâncat ’evésre alkalmas’;
- igét főnévvel vagy névmással: Vorbesc cu Victor / el ’Viktorral / Vele beszélek’;
- igét határozószóval: Biletul a fost valabil până astăzi ’A jegy máig volt érvényes’;
- igét főnévi igenévvel: Insista pentru a mă convinge ’Azért erősködött, hogy meggyőzzön (engem)’;
- igét szupinumban álló igével: A rămas de stabilit termenul ’Hátramaradt a határidő rögzítése’.

A magyar nyelvben a elöljárónak több megfelelője van:
- esetrag: A ieșit din casă ’Kijött a házból’;
- névutó: A venit după meci ’A mérkőzés után jött’;
- képző: locuitor de la munte ’hegyi lakos’.

Elöljárós szerkezetek megfelelnek az alábbiaknak is:
- névutómelléknév: casa dintre copaci ’a fák közötti ház’;
- határozó funkciójú személyes névmás: cu el ’vele’, după mine ’utánam’;
- jelzős szerkezetű összetett szó: casă de piatră ’kőház’.

Mindegyik elöljárószó egy bizonyos esetű névszóval használatos.
A legtöbb a tárgyesetet kívánja meg. Példák:
Mergea către oraș ’A város felé ment’;
Poți veni cu oricine ’Akárkivel jöhetsz’;
bijuterie de argint ’ezüstékszer’;
fată de la oraș ’városi lány’;
Vorbește despre tine ’Rólad beszél’;
băiatul din casa vecină ’a szomszéd házból való fiú’;
ușa dinspre stradă ’az utca felőli ajtó’;
Merg după pâine ’Kenyérért megyek’;
Rămâi în cameră! ’Maradj a szobában!’;
Vino la mine! ’Gyere hozzám!’;
Du-te lângă copac! ’Menj a fa mellé!’;
A fost fidel până la moarte ’Haláláig hű volt’;
până la oraș ’a városig’;
O iubește pe maică-sa ’Szereti az anyját’;
Ne întâlnim pe la ora cinci ’Öt óra körül találkozunk’;
Fă-o pentru mine! ’Tedd meg értem!’;
Dă-mi telefon peste o oră! ’Hívj fel egy óra múlva!’;
Venea spre noi ’Felénk jött’;
Pisica e sub masă ’A macska az asztal alatt van.’
Néhány elöljárószó a birtokos esettel használatos:
N-am nicio influență asupra colegilor ’Nem vagyok semmiféle hatással a kollégákra’;
Ei luptă contra poluării ’Ők a szennyezés ellen harcolnak’;
Orașul se întinde de-a lungul râului ’A város a folyó mentén terül el’;
Ce este deasupra ultimului etaj? ’Mi van az utolsó emelet fölött?’;
Ursul a ieșit dinapoia copacului ’A medve a fa mögül jött elő’;
N-am obiecții împotriva proiectului ’Nincs kifogásom a terv ellen’;
Mașina e în fața casei ’A kocsi a ház előtt van’;
Am venit înaintea lui Paul ’Paul előtt jöttem’.
Három elöljárószó részes esetű névszóval alkot határozót. Mind a három jelentése ’köszönhetően’: A reușit datorită / grație / mulțumită părinților săi ’A szüleinek köszönhetően sikerült neki.’

## Kötőszók(conjuncții)
A román kötőszóknak ugyanaz a funkciójuk, mint a magyar kötőszóknak.
Formailag a kötőszók lehetnek:
- egyszerűek, azaz egy szóból állók: sau ’vagy’, deoarece ’mivel(hogy)’;
- összetettek: ca să ’hogy’;
- kötőszó értékű szókapcsolatok, amelyek egymástól különböző szófajokhoz tartozó szavakból állnak: ci și ’hanem’, de aceea ’ezért’, ca și cum ’mintha’.

Funkciójuk szempontjából vannak:
- mellérendelő kötőszók:

Ai primit ordin, așadar trebuie să pleci ’Parancsot kaptál, tehát el kell menned’;
N-am câine, ci pisică ’Nem kutyám van, hanem macskám’;
Nu ninge, dar e frig ’Nem havazik, de hideg van’;
N-ai făcut nimic rău, deci nu sunt supărat pe tine ’Nem tettél semmi rosszat, tehát nem haragszom rád’;
Plec fie azi, fie mâine ’Vagy ma, vagy holnap megyek el’;
Eu sunt inginer, iar soția mea e actriță ’Én mérnök vagyok, feleségem pedig színésznő’;
Știu englezește, însă nu știu nemțește ’Tudok angolul, viszont nem tudok németül’;
Nu vin nici azi, nici mâine." ’Nem jövök se ma, se holnap’;
Vii cu mine, ori / sau rămâi aici? ’Velem jössz, vagy itt maradsz?’
- alárendelő kötőszók:

Am venit ca să te ajut ’Azért jöttem, hogy segítsek neked’;
A spus că mă așteaptă ’Azt mondta, hogy megvár’;
Dacă vrei, merg cu tine ’Ha akarod, veled megyek’;
Mai lucrează, deși este pensionar ’Még dolgozik, bár nyugdíjas’;
Te cred, fiindcă te cunosc ’Hiszek neked, mert ismerlek’;
E așa de obosit, încât nu poate adormi ’Olyan fáradt, hogy nem tud elaludni’;
Așteaptă până mă întorc! ’Várj, amíg visszajövök!’;
E imposibil să nu vină ’Lehetetlen, hogy ne jöjjön el’.

## Indulatszók(interjecții)
A román hagyományos grammatikákban az indulatszó fogalmának értelmezése különbözik némileg attól, amely a magyar grammatikákban található. Hozzájuk sorolják a hangutánzó szavakat, valamint az állatokat terelő, hívó és kergető szavakat, de még felkiáltóan használt más szófajokhoz tartozó szavakat, szócsoportokat és mondatokat is.

### Osztályozásuk
Eredetük szerint egy szempontból meg lehet különböztetni elsődleges indulatszókat és másodlagosakat.
Az elsődleges indulatszók alakjuk szerint lehetnek egy magánhangzóból állók (a!, o!), egy kettőshangzóból állók (ei! ’ejnye!, hát!, na!, no!’; au! ’juj!’), egy magánhangzóból és egy mássalhangzóból állók (ah!, oh!), két szótagúak (aha!), két vagy több azonos vagy részben különböző elemből összetettek: cuțu-cuțu! (kutyát hívó), tic-tac! ’tik-tak!’, pif-paf-puf!.
Másodlagos indulatszók más szófajokhoz tartozó szavakból származnak úgy, hogy az alapszó lerövidült: aș ’dehogy’ (← așa ’így’), păi ’hát’ (← apoi ’majd, aztán’), fa / fă ’te (lány)’ (← fată ’lány’).
Bărbuță 2000 szerint felkiáltóan használt főnevek (ajutor! ’segítség!’), igék (Stai! ’Állj!’), szócsoportok (Doamne sfinte! ’Szent Isten!’), mondatok (Acu-i acu! ’Most vagy soha!’) is indulatszó értékűek.
Más szempontból vannak belső szóteremtéssel keletkezett indulatszók és más nyelvekből átvettek, mint na! ’nesze!’ (valamelyik szláv nyelvből), hai! ’gyere!’ (a török nyelvből), alo! ’halló!’ (a francia nyelvből), bravo! (az olasz nyelvből).
Jelentésük szerint egy szempontból lehet szó specifikus indulatszókról és többjelentésű, nem specifikus indulatszókról. A specifikusoknak csak egy jelentésük van: adio! ’agyő!’ (sajnálkozás valami elvesztéséért, elmulasztásáért), sâc! ’úgy kellett!’ (káröröm), ura! ’hurrá!’ (öröm). Kommunikációs helyzettől függő, több jelentésű indulatszó például ah! (fájdalom, sajnálat, reménytelenség, félelem, nosztalgia, sajnálkozás, bosszúság, elégedettség, beképzeltség, megvetés, csodálat, hő vágy stb.).
Más szempontból, pragmatikai jelentésük szerint megkülönböztethetők:
- testi vagy lelki állapotokat kifejező indulatszók: au! ’juj!’, brr! (fázást kifejező), of! ’ó!’, vai! ’jaj!’;
- akaratot nyilvánítók:
  - emberek iránt: alo!, nani! ’tente!’;
  - állatok iránt: cea! ’csá!’, zât! ’sicc!’.

Megint más jelentési szempontból vannak a tulajdonképpeni indulatszók és a hangutánzó szók.

### Mondattani viselkedésük
Általában az indulatszónak nincs mondattani funkciója, hanem mondatszó, egyedül alkothat tagolatlan mondatot.
Ugyancsak mondattani funkció nélkül tagolt mondatban is használható indulatszó: Ia să vedem! ’Lássuk csak!’, Măi Zaharie… ’Te Zaharia…’
Egyes nyelvészek szerint vannak olyan akaratot kifejező indulatszók, amelyek igei állítmányi funkciót töltenek be főleg mondatszóként, de több tagú mondatban is: Na-ți cartea! ’Nesze a könyv!’ Az egyik ilyen indulatszónak néhány személyragja is van: haide/haidem/haideți ’gyere/gyerünk/gyertek’.
Miután szófajváltáson ment át, indulatszó más mondatrész is lehet:
- névszói állítmány névszói része: E vai de tine! ’Jaj neked!’;[12]
- alany: S-auzea câte un […] aoleu ’Egy-egy ajaj hallatszott’ (Barbu Ștefănescu Delavrancea);
- tárgy: Nu zice hop până n-ai sărit (szó szerint ’Ne mondd hopp, amíg nem ugrottál’) – közmondás;
- jelző: Era o iarnă... hehe! ’Micsoda tél volt!’[12]